# Football Club Casale 2017-2018
Questa voce raccoglie le informazioni riguardanti il Football Club Casale A.S.D. nelle competizioni ufficiali della stagione 2017-2018.

## Divise e sponsor
Il fornitore ufficiale di materiale tecnico per la stagione 2017-2018 è Joma, mentre lo sponsor ufficiale è Gaffeo.
| 1ª divisa | 2ª divisa |

## Rosa
| N. |                    | Ruolo | Calciatore          |
| -- | ------------------ | ----- | ------------------- |
| 1  | Italia (bandiera)  | P     | Luca Baldi          |
| 2  | Italia (bandiera)  | C     | Lorenzo Simone      |
| 3  | Italia (bandiera)  | D     | Nicola Cintoi       |
| 4  | Italia (bandiera)  | D     | Marco Marianini     |
| 5  | Italia (bandiera)  | D     | Mattia Villanova    |
| 6  | Italia (bandiera)  | C     | Federico Fassone    |
| 7  | Italia (bandiera)  | C     | Luca Mazzucco       |
| 8  | Italia (bandiera)  | C     | Angelo Buglio       |
| 9  | Marocco (bandiera) | D     | Oussama M'Hamsi     |
| 10 | Italia (bandiera)  | A     | Roberto Cappai      |
| 11 | Albania (bandiera) | A     | Olger Merkaj        |
| 12 | Italia (bandiera)  | P     | Patrick Consol      |
| 13 | Italia (bandiera)  | D     | Leonardo Tambussi   |
| 14 | Italia (bandiera)  | A     | Gianluca Draghetti  |
| 15 | Italia (bandiera)  | C     | Marco Garavelli     |
| 16 | Italia (bandiera)  | D     | Gianluca Giuseppin  |
| 18 | Italia (bandiera)  | D     | Pasquale Greco      |
| 18 | Gambia (bandiera)  | C     | Modou Dansu         |
| 19 | Brasile (bandiera) | A     | Pedro Ferrari       |
| 20 | Italia (bandiera)  | D     | Alessandro Battista |

| N. |                    | Ruolo | Calciatore           |
| -- | ------------------ | ----- | -------------------- |
| 21 | Italia (bandiera)  | A     | Manuel Pavesi        |
| 22 | Italia (bandiera)  | P     | Daniele Fistolera    |
| 23 | Italia (bandiera)  | C     | Damiano Alberici     |
| 24 | Italia (bandiera)  | C     | Andrea Birolo        |
| 25 | Italia (bandiera)  | C     | Giacomo Vecchierelli |
| 28 | Italia (bandiera)  | D     | Francesco Todisco    |
| 29 | Italia (bandiera)  | C     | Lorenzo Zaia         |
| 30 | Italia (bandiera)  | D     | Andrea Aviotti       |
| 31 | Albania (bandiera) | D     | Mikael Bytyci        |
| 33 | Italia (bandiera)  | C     | Nicolò Olearo        |
| 34 | Italia (bandiera)  | A     | Matteo Colla         |
| 35 | Italia (bandiera)  | C     | Andrea Cardini       |
| 36 | Perù (bandiera)    | C     | Christian Alvítrez   |
| 38 | Italia (bandiera)  | A     | Simone Cappuccio     |
| 50 | Italia (bandiera)  | A     | Emanuele Anastasia   |
| 55 | Italia (bandiera)  | A     | Cesare Fiore         |
| 56 | Italia (bandiera)  | D     | Tommaso Maddaloni    |
| 98 | Italia (bandiera)  | A     | Mirko Mazzucco       |
| 99 | Italia (bandiera)  | P     | Alberto Varesio      |

## Calciomercato

### Sessione estiva
| Acquisti | Acquisti             | Acquisti             | Acquisti      |
| R.       | Nome                 | da                   | Modalità      |
| -------- | -------------------- | -------------------- | ------------- |
| P        | Luca Baldi           | Torino               | svincolato    |
| P        | Michele Cafaro       | Udinese              | prestito      |
| P        | Patrick Consol       | Juventus             | svincolato    |
| P        | Daniele Fistolera    | LG Trino             | svincolato    |
| D        | Pasquale Greco       | Torino               | definitivo    |
| D        | Oussama M'Hamsi      | Alessandria          | prestito      |
| D        | Leonardo Tambussi    | OltrepoVoghera       | prestito      |
| D        | Domenico Todisco     | Folgore Caratese     | svincolato    |
| C        | Angelo Buglio        | OltrepoVoghera       | svincolato    |
| C        | Federico Fassone     | Genoa                | definitivo    |
| C        | Lorenzo Simone       | Chieri               | definitivo    |
| C        | Giacomo Vecchierelli | Alcione              | svincolato    |
| A        | Roberto Cappai       | Pro Patria           | svincolato    |
| A        | Gianluca Draghetti   | Verbania             | svincolato    |
| A        | Pedro Ferrari        | White Star Bruxelles | definitivo    |
| A        | Olger Merkaj         | Sampdoria            | svincolato    |
| A        | Ardit Mullici        | LG Trino             | fine prestito |
| A        | Manuel Pavesi        | Novara               | svincolato    |
| A        | Moustapha War        | Fossano              | fine prestito |

| Cessioni | Cessioni            | Cessioni             | Cessioni      |
| R.       | Nome                | a                    | Modalità      |
| -------- | ------------------- | -------------------- | ------------- |
| P        | Simone Carlucci     |                      | svincolato    |
| P        | Alessandro Poggio   | Atletico Torino      | svincolato    |
| P        | Luca Savoldelli     | Udinese              | fine prestito |
| D        | Pasquale Greco      |                      | svincolato    |
| D        | Andrea Labano       | Castellazzo Bormida  | svincolato    |
| D        | Luca Martinetti     | Albese               | svincolato    |
| D        | Paolo Parente       | Paganese             | fine prestito |
| D        | Francesco Priolo    |                      | fine carriera |
| D        | Ronaldo Vanin       | Alpignano            | svincolato    |
| C        | Tommaso Buononcunto |                      | svincolato    |
| C        | Andrea Cardini      | Savona               | svincolato    |
| C        | Mustapha Ibrahim    |                      | svincolato    |
| C        | Riben Rebolini      | Borgosesia           | definitivo    |
| A        | Gilles Duguet       | Torino               | fine prestito |
| A        | Ardit Mullici       | Romentinese Cerano   | svincolato    |
| A        | Matteo Principe     | Lomellina            | svincolato    |
| A        | Manuel Sinato       | Pro Settimo & Eureka | svincolato    |
| A        | Moustapha War       |                      | svincolato    |

### Sessione di dicembre
| Acquisti | Acquisti           | Acquisti | Acquisti   |
| R.       | Nome               | da       | Modalità   |
| -------- | ------------------ | -------- | ---------- |
| C        | Christian Alvítrez | Savona   | svincolato |
| C        | Andrea Cardini     | Savona   | svincolato |

| Cessioni | Cessioni           | Cessioni      | Cessioni   |
| R.       | Nome               | a             | Modalità   |
| -------- | ------------------ | ------------- | ---------- |
| P        | Luca Baldi         | Rivoli        | definitivo |
| D        | Gianluca Giuseppin |               | svincolato |
| C        | Modou Dansu        | Fossano       | definitivo |
| C        | Lorenzo Zaia       | Borgovercelli | prestito   |
| A        | Gianluca Draghetti | Lecco         | svincolato |
| A        | Pedro Ferrari      | BonBonAsca    | prestito   |
| A        | Hamza Kerroumi     | PDHAE         | prestito   |
| A        | Olger Merkaj       | Chieri        | svincolato |

### Sessione invernale
| Acquisti | Acquisti           | Acquisti    | Acquisti   |
| R.       | Nome               | da          | Modalità   |
| -------- | ------------------ | ----------- | ---------- |
| P        | Alberto Varesio    | Alessandria | prestito   |
| A        | Emanuele Anastasia | Cuneo       | svincolato |

| Cessioni | Cessioni | Cessioni | Cessioni |
| R.       | Nome     | a        | Modalità |
| -------- | -------- | -------- | -------- |

## Risultati

### Serie D

#### Girone di andata
| Arbitro: | Mulas (Sassari) |

|                   |           |                                    |
| Cappai 66’ (rig.) | Marcatori | 10’ Foglia 44’ Villa 70’ Piraccini |

| Arbitro: | Cherchi (Carbonia) |

|                                    |           |                       |
| Rolandone 31’ Innocenti 48’ (rig.) | Marcatori | 76’ Merkaj 84’ Cappai |

| Arbitro: | Collu (Cagliari) |

|                                                           |           |                            |
| Marianini 44’ Garavelli 50’ Cappai 52’ (rig.) M'Hamsi 57’ | Marcatori | 17’ Repossi 63’ Longobardi |

| Arbitro: | Tedesco (Pisa) |

|              |           |            |
| Parisi 90+3’ | Marcatori | 12’ Merkaj |

| Arbitro: | Galipò (Firenze) |

|                                  |           |  |
| Bondi 14’ D'Aniello 90+5’ (rig.) | Marcatori |  |

| Arbitro: | Lipizer (Verona) |

|          |           |  |
| Zaia 69’ | Marcatori |  |

| Arbitro: | Munerati (Rovigo) |

|                    |           |  |
| Lazzaro 11’, 90+2’ | Marcatori |  |

| Arbitro: | Fiero (Pistoia) |

|             |           |                   |
| Fassone 85’ | Marcatori | 20’ (rig.) Segato |

| Arbitro: | Tucci (Ostia) |

|              |           |                    |
| Vingiano 25’ | Marcatori | 37’ (aut.) Bonanni |

| Casale Monferrato 22 ottobre 2017, ore 15:00 CEST 10ª giornata | Casale           | 0 – 0 | Olginatese | Stadio Natale Palli\| Arbitro: \| Mori (La Spezia) \| |
| Arbitro:                                                       | Mori (La Spezia) |       |            |                                                       |

| Arbitro: | Arena (Torre del Greco) |

|                                  |           |                   |
| Molino 72’ Sentinelli 84’ (rig.) | Marcatori | 43’ (aut.) Anelli |

| Arbitro: | Tesi (Lucca) |

|  |           |           |
|  | Marcatori | 88’ Shiba |

| Arbitro: | Di Graci (Como) |

|  |           |                           |
|  | Marcatori | 63’ Mazzucco 88’ Tambussi |

| Casale Monferrato 12 novembre 2017, ore 14:30 CET 14ª giornata | Casale            | 0 – 0 | Pro Sesto | Stadio Natale Palli (400 spett.)\| Arbitro: \| De Leo (Molfetta) \| |
| Arbitro:                                                       | De Leo (Molfetta) |       |           |                                                                     |

| Arbitro: | Nana Tchato (Aprilia) |

|             |           |  |
| Massaro 48’ | Marcatori |  |

| Arbitro: | Lovison (Padova) |

|  |           |           |
|  | Marcatori | 2’ Dejori |

| Arbitro: | Bordin (Bassano del Grappa) |

|                               |           |                      |
| Simoncini 65’ Vernocchi 90+3’ | Marcatori | 7’ Cappai 88’ Buglio |

| Arbitro: | Costanza (Agrigento) |

|             |           |             |
| M'Hamsi 35’ | Marcatori | 89’ Capelli |

| Arbitro: | Pirriatore (Bologna) |

|                           |           |                       |
| Tampellini 21’ Vitali 28’ | Marcatori | 26’ Simone 56’ Cappai |

#### Girone di ritorno
| Arbitro: | Borriello (Arezzo) |

|                            |           |                       |
| Gasparri 37’ Piraccini 57’ | Marcatori | 39’ Pavesi 45’ Cappai |

| Arbitro: | Morabito (Taurianova) |

|              |           |               |
| Mazzucco 32’ | Marcatori | 11’ Innocenti |

| Arbitro: | Ancora (Roma 1) |

|                       |           |                       |
| Pedrabissi 85’ (rig.) | Marcatori | 40’ Simone 69’ Cappai |

| Arbitro: | Robilotta (Sala Consilina) |

|  |           |                     |
|  | Marcatori | 83’ (rig.) Pasquero |

| Arbitro: | Collu (Cagliari) |

|             |           |                        |
| Colla 90+2’ | Marcatori | 20’ Cominetti 90’ Duca |

| Arbitro: | Lingamoorty (Genova) |

|                   |           |                                                 |
| Broggini 41’, 90’ | Marcatori | 17’ Anastasia 38’, 48’, 72’ Simone 80’ Mazzucco |

| Arbitro: | Caldera (Como) |

|  |           |                           |
|  | Marcatori | 5’ Spadafora 73’ Brancato |

| Arbitro: | Loffredo (Torino) |

|            |           |  |
| Segato 40’ | Marcatori |  |

| Casale Monferrato 21 febbraio 2018, ore 14:30 CET 28ª giornata | Casale                      | 0 – 0 | Folgore Caratese | Stadio Natale Palli\| Arbitro: \| Delrio (Reggio nell'Emilia) \| |
| Arbitro:                                                       | Delrio (Reggio nell'Emilia) |       |                  |                                                                  |

| Arbitro: | De Capua (Nola) |

|                     |           |                                           |
| Canalini 85’ (rig.) | Marcatori | 51’ (aut.) Carlone 72’ M'Hamsi 74’ Pavesi |

| Arbitro: | Repace (Perugia) |

|            |           |  |
| Birolo 88’ | Marcatori |  |

| Arbitro: | Catanoso (Reggio Calabria) |

|                              |           |                   |
| Giovio 17’, 46’ Franzese 30’ | Marcatori | 90’ (rig.) Cappai |

| Arbitro: | Restaldo (Ivrea) |

|                   |           |  |
| Pavesi 79’, 90+5’ | Marcatori |  |

| Arbitro: | Sanzo (Agrigento) |

|                        |           |  |
| D'Antoni 17’ Ficco 73’ | Marcatori |  |

| Arbitro: | De Leo (Molfetta) |

|  |           |           |
|  | Marcatori | 67’ Corno |

| Arbitro: | Camilli (Foligno) |

|                        |           |                    |
| Doria 13’ Romanini 25’ | Marcatori | 84’ (aut.) Novello |

| Arbitro: | Centi (Viterbo) |

|                               |           |               |
| Russo 37’ (aut.) Pavesi 45+1’ | Marcatori | 63’ Franchini |

| Arbitro: | Milana (Trapani) |

|                   |           |  |
| Barzotti 41’, 62’ | Marcatori |  |

| Arbitro: | Cattaneo (Civitavecchia) |

|                   |           |  |
| Cappai 43’ (rig.) | Marcatori |  |

#### Play-out
| Arbitro: | Perenzoni (Rovereto) |

|            |           |                |
| Cappai 99’ | Marcatori | 120’ Albizzati |

### Coppa Italia Serie D
| Arbitro: | Croce (Novara) |

|  |           |                      |
|  | Marcatori | 79’ Gai 90+4’ Menabò |

## Statistiche

### Statistiche di squadra
| Competizione         | Punti | In casa | In casa | In casa | In casa | In casa | In casa | In trasferta | In trasferta | In trasferta | In trasferta | In trasferta | In trasferta | Totale | Totale | Totale | Totale | Totale | Totale | D.R. |
| Competizione         | Punti | G       | V       | N       | P       | GF      | GS      | G            | V            | N            | P            | GF           | GS           | G      | V      | N      | P      | GF     | GS     | D.R. |
| -------------------- | ----- | ------- | ------- | ------- | ------- | ------- | ------- | ------------ | ------------ | ------------ | ------------ | ------------ | ------------ | ------ | ------ | ------ | ------ | ------ | ------ | ---- |
| Serie D              | 42    | 19      | 6       | 6       | 7       | 16      | 17      | 19           | 4            | 6            | 9            | 25           | 31           | 38     | 10     | 12     | 16     | 41     | 48     | -7   |
| Play-out             | -     | 1       | 0       | 1       | 0       | 1       | 1       | 0            | 0            | 0            | 0            | 0            | 0            | 1      | 0      | 1      | 0      | 1      | 1      | 0    |
| Coppa Italia Serie D | -     | 1       | 0       | 0       | 1       | 0       | 2       | 0            | 0            | 0            | 0            | 0            | 0            | 1      | 0      | 0      | 1      | 0      | 2      | -2   |
| Totale               | 42    | 21      | 6       | 7       | 8       | 17      | 20      | 19           | 4            | 6            | 9            | 25           | 31           | 40     | 10     | 13     | 17     | 42     | 51     | -9   |